# オルシーニ家

オルシーニ家の紋章

オルシーニ家（Orsini）は、中世ローマの有力貴族。コロンナ家とはライバル関係にあり、ローマの覇権を争った。
12世紀のケレスティヌス3世、13世紀のニコラウス3世、18世紀のベネディクトゥス13世とローマ教皇を出した。
なお、マイオ・オルシーニを祖とする一傍流がアドリア海からギリシア地域に進出、ケファロニア宮廷伯として独立した。この家系は14世紀にはニコーラ・オルシーニ、ジョヴァンニ2世オルシーニ、ニケフォロス2世ドゥーカス・オルシーニと、3人のエピロス専制公を出している。